# 维勒基耶 (谢尔省)
维勒基耶（法語：Villequiers，法語發音：[vilkje]）是法国谢尔省的一个市镇，属于布尔日区。

## 地理
维勒基耶（47°4'10"N, 2°48'18"E）面积29.49 平方千米，位于法国中央-卢瓦尔河谷大区谢尔省，该省份为法国中部省份，北起卢瓦雷省，西接卢瓦-谢尔省和安德尔省，南至克勒兹省，东南接阿列省，东临涅夫勒省。
与维勒基耶接壤的市镇（或旧市镇、城区）包括：沙西、库伊、加里尼、格龙、莫尔奈贝里、博日。

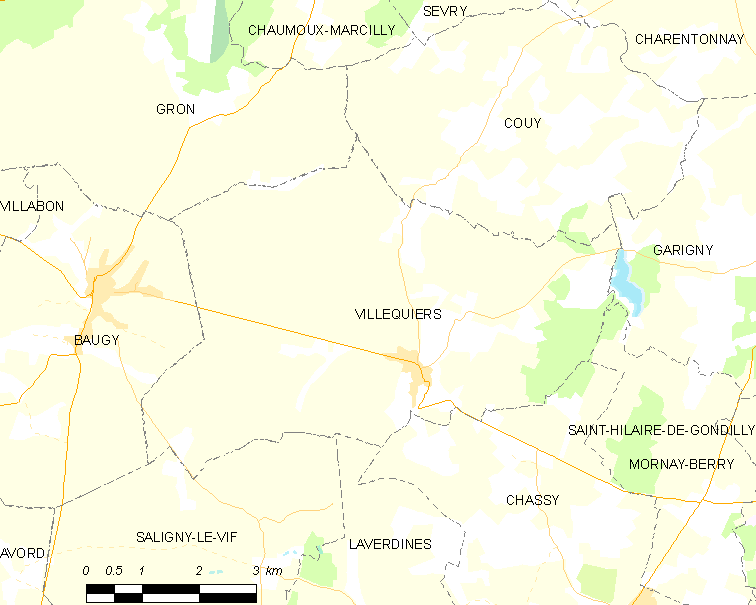
的OSM定位图

维勒基耶的时区为UTC+01:00、UTC+02:00（夏令时）。

## 行政
维勒基耶的邮政编码为18800，INSEE市镇编码为18286。

## 政治
维勒基耶所属的省级选区为阿沃尔县。

## 人口

1962-2008年间人口变化图示

维勒基耶于2022年1月1日时的人口数量为445人。